# 索长有
索长有（1938年7月—），男，黑龙江宾县人，中华人民共和国政治人物，曾任哈尔滨市人民政府市长，第八届全国人大代表。